# Apanteles almus
Apanteles almus är en stekelart som beskrevs av Vladimir Ivanovich Tobias och Kotenko 1984. Apanteles almus ingår i släktet Apanteles och familjen bracksteklar. Inga underarter finns listade i Catalogue of Life.